# 森田奈緒
森田 奈緒（もりた なお、1994年11月3日 - ）は、愛媛県出身の女性ソフトテニス選手。2014年アジア競技大会日本代表。広島翔洋高等学校-ヨネックス。

## 来歴
仁川第17回アジア競技大会団体で銀、ダブルスで銅メダルを、第15回世界ソフトテニス選手権で国別対抗とダブルスで共に銀メダルを獲得したのを始め、2013年全日本社会人選手権、2015年全日本ソフトテニス選手権大会などで優勝、全日本インドアソフトテニス選手権大会2連覇。

## 四大国際大会戦績
- 2014アジア競技大会　国別対抗団体戦準優勝　ダブルス銅メダル（森田奈緒・山下ひかる）
- 2015世界選手権　国別対抗団体戦銀メダル　ダブルス銀メダル（森田奈緒・山下ひかる）
- 2016アジア選手権　国別対抗団体戦銀メダル　ダブルス銀メダル（森田奈緒・神谷絵梨奈）

## 主な戦績
- 2015皇后賜杯全日本ソフトテニス選手権　優勝（森田奈緒・山下ひかる）
- 2013皇后賜杯全日本ソフトテニス選手権　準優勝（森田奈緒・山下ひかる）

- 2016全日本インドアソフトテニス選手権大会　優勝（森田奈緒・山下ひかる）
- 2015全日本インドアソフトテニス選手権大会　優勝（森田奈緒・山下ひかる）